# Tizian Tabidse
Tizian Tabidse (georgisch ტიციან ტაბიძე, kurz Tiziani, georgisch ტიციანი; russisch Тициан Юстинович Табидзе, 

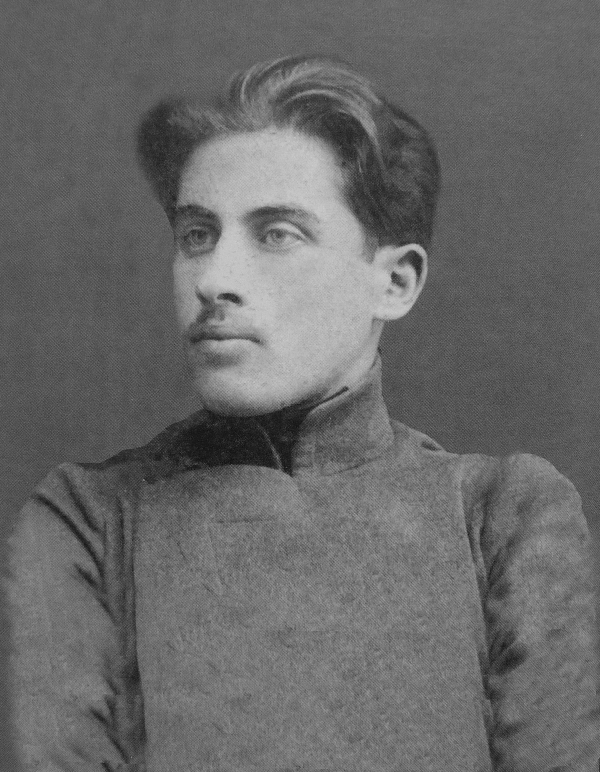
Tizian als junger Erwachsener

Tizian Justinowitsch Tabidse; * 21. Märzjul. / 2. April 1895greg. in Tschkwischi bei Kutaissi, Russisches Kaiserreich, heute Georgien; † 16. Dezember 1937 in Tiflis, Georgische SSR, Sowjetunion), war ein georgischer Dichter und wichtiger Anführer der georgischen Symbolismusbewegung. Er wurde im Zuge Josef Stalins Großer Säuberung verhaftet und wegen angeblichen Verrats hingerichtet. Tabidse war ein enger Freund des russischen Schriftstellers Boris Pasternak, der seine Gedichte ins Russische übersetzte.

## Leben

### Frühe Jahre
Tabidse wurde 1895 als Sohn eines orthodoxen Priesters in der Region Imeretien im Westen Georgiens geboren, damals noch Teil des Gouvernement Kutais im Zarenreich. Nach dem Studium an der Universität Moskau kehrte er in seine Heimat zurück, wo er ein Mitgründer und wichtiger Ideologe der Blauen Hörner wurde, einer geschlossenen Gesellschaft junger Symbolisten, die 1916 gegründet wurde. Später kombinierte Tabidse europäische und orientalische Einflüsse in eine vielseitige Dichtung, welche sich stark am Futurismus und Dadaismus orientierte, gleichzeitig auch Elemente der klassischen Literatur Georgiens einbezog, welche von den frühen Blauen Hörnern angegriffen worden war. Nach dem Einsetzen der sowjetischen Herrschaft in Georgien 1921 zeigte er sich gegen das Bolschewiki-Regime versöhnlich, verließ aber seinen dekadenten Stil trotz seiner halbherzigen Versuche, die «Erbauer des Sozialismus» zu loben, nie.
Tabidse übermittelte Boris Pasternaks Briefe an Freunde in Georgien. Pasternak kannte Tizian als «eine reservierte und komplizierte Seele, völlig angezogen vom Guten und Fähigen der Hellsichtigkeit und Selbstaufopferung» und übersetzte seine Gedichte ins Russische.

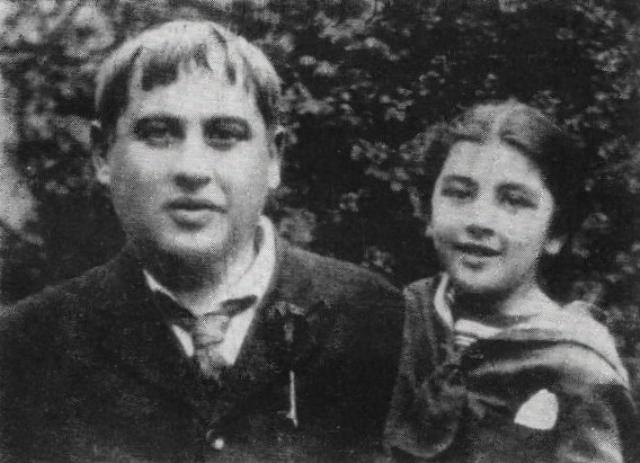
Tizian mit seiner Tochter Nita (ca. 1937)

### Große Säuberung
Anfang 1936 publizierte die sowjetische Presse mehrere Artikel, die sich kritisch gegenüber dem Formalismus in der Kunst äußerten. Tizian Tabidse und seine Landsmänner Konstantine Gamsachurdia, Simon Chikowani und Demna Schengelaia wurden für ihre «Unfähigkeit, sich von alten Traditionen zu lösen und näheren Kontakt mit dem Volk zu suchen», kritisiert. Viele Dichter und Schriftsteller, von den fortschreitenden politischen Säuberungen in der Sowjetunion eingeschüchtert, nahmen die Kritik an und initiierten öffentliche Widerrufe. Tabidse weigerte sich aber und startete einen Gegenangriff.
Sich der Konsequenzen von Tabidses Trotz bewusst, bat Pasternak seinen Freund in einem privaten Brief inständig, die Angriffe auf den Formalismus zu ignorieren: «Vertrau einzig auf dich selbst. Grabe tiefer mit deinem Bohrer ohne Angst oder Gefälligkeit, aber in dir selbst, in dir selbst. Wenn du die Menschen, die Erde und den Himmel dort nicht findest, dann gebe deine Suche auf, weil du dann nirgendwo sonst suchen kannst.»

### Festnahme und Hinrichtung
Am 10. Oktober 1937 wurde Tabidse aus der Union Georgischer Schriftsteller ausgeschlossen und vom Innenministerium der UdSSR festgenommen. Er wurde wegen Aufruhr gegen die Sowjetunion und Verrat am Vaterland angeklagt. Unter Folter und Schlafmangel «gestand» Tabidse alles; als er beim Verhör die Namen seiner Mitverschwörer nennen sollte, nannte er aber mit bitterem Sarkasmus einzig Besiki, einen Poeten des 18. Jahrhunderts. Nach zwei Monaten Haft wurde er erschossen, ohne dass eine Benachrichtigung darüber erfolgte.

## Hinterlassenschaft
Tabidses Haft und Verschwinden war ein Schock für seinen Bekanntenkreis. Sein lebenslanger Freund und Gleichgesinnter, Paolo Iaschwili, wurde schon vorher gezwungen, andere Dichter als Feinde des Volks zu beschuldigen. Aber nach Tabidses Festnahme erschoss sich Iaschwili mit einem Jagdgewehr in Tiflis.
Für beinahe zwei Jahrzehnte glaubten Tabidses Familie und Freunde, er sei noch immer am Leben. 1940 half Boris Pasternak Nina Tabidse, eine Petition zugunsten ihres Gatten dem Chef des Geheimdienstes, Lawrenti Beria, zukommen zu lassen. Allerdings wurde die Wahrheit erst in der Mitte der 1950er Jahre während der sogenannten Tauwetter-Periode bekannt.